# Allendorf (Frielendorf)
Allendorf (Ausspracheⓘ) ist ein Ortsteil der Gemeinde Frielendorf im nordhessischen Schwalm-Eder-Kreis.

## Geographie
Allendorf liegt nördlich des Hauptortes mitten im Knüllgebirge. Unmittelbar nördlich von Allendorf schließt sich Verna an, und die Bebauungen der beiden Dörfer gehen ineinander über. Durch den Ort verläuft die Landesstraße 3148, südöstlich des Dorfes verläuft die Bundesstraße 254.

## Geschichte
Die älteste bekannte schriftliche Erwähnung von Allendorf erfolgte unter dem Namen Aldendorf im Jahr 1179. Wahrscheinlich entstand der Ort aus einem klösterlichen Wirtschaftshof. Weitere Erwähnungen erfolgten unter den Ortsnamen (in Klammern das Jahr der Erwähnung): Aldenthorp (1232), Aldendorph (1238), Aldendorf (1241), Aldendorp (1285), Aldendorf (1312), Aldyndorf (1342), Auldindorf (um 1490) und Allendorf (1654).
Zum 1. Januar 1974 wurden im Zuge der Gebietsreform in Hessen kraft Landesgesetz die beiden Großgemeinden Frielendorf und Grenzebach (das sich am 31. Januar 1971 aus den Gemeinden Leimsfeld, Obergrenzebach und Schönborn gebildet hatte) mit den bisher selbständig gebliebenen Gemeinden Allendorf, Großropperhausen, Leuderode, Spieskappel und Verna zu einer wiederum neuen Großgemeinde Frielendorf zusammengeschlossen. Sitz der Gemeindeverwaltung wurde  Frielendorf. Für die ehemals eigenständigen Gemeinden von Frielendorf wurde je ein Ortsbezirk mit Ortsbeirat und Ortsvorsteher nach der Hessischen Gemeindeordnung gebildet.

## Bevölkerung

### Einwohnerstruktur 2011
Nach den Erhebungen des Zensus 2011 lebten am Stichtag, dem 9. Mai 2011, in Allendorf 147 Einwohner. Darunter waren 3 (2,0 %) Ausländer.
Nach dem Lebensalter waren 24 Einwohner unter 18 Jahren, 57 zwischen 18 und 49, 39 zwischen 50 und 64 und 27 Einwohner waren älter. Die Einwohner lebten in 69 Haushalten. Davon waren 21 Singlehaushalte, 18 Paare ohne Kinder und 21 Paare mit Kindern, sowie 9 Alleinerziehende und keine Wohngemeinschaften. In 9 Haushalten lebten ausschließlich Senioren und in 45 Haushaltungen lebten keine Senioren.

### Einwohnerentwicklung
| Quelle: Historisches Ortslexikon |                                                   |
| • 1490:                          | 8 wehrhafte Männer (6 Pflüge, 7 Fastnachtshühner) |
| • 1537:                          | 8 Hübner                                          |
| • 1575:                          | 8 Hausgesesse                                     |
| • 1585:                          | 8 Hausgesesse                                     |
| • 1639:                          | : 6 verheiratete, ein verwitweter Hausgesesse     |
| • 1742:                          | 17 Hausgesesse                                    |
| • 1747:                          | 17 Hausgesesse                                    |

| Allendorf: Einwohnerzahlen von 1834 bis 2017 | Allendorf: Einwohnerzahlen von 1834 bis 2017 | Allendorf: Einwohnerzahlen von 1834 bis 2017 | Allendorf: Einwohnerzahlen von 1834 bis 2017 | Allendorf: Einwohnerzahlen von 1834 bis 2017 |
| --- | -------------------------------------------- | -------------------------------------------- | -------------------------------------------- | -------------------------------------------- |
| Jahr |                                              |                                              |                                              | Einwohner                                    |
| 1834 | 1834                                         |                                              | 150                                          | 150                                          |
| 1840 | 1840                                         |                                              | 165                                          | 165                                          |
| 1846 | 1846                                         |                                              | 155                                          | 155                                          |
| 1852 | 1852                                         |                                              | 167                                          | 167                                          |
| 1858 | 1858                                         |                                              | 160                                          | 160                                          |
| 1864 | 1864                                         |                                              | 165                                          | 165                                          |
| 1871 | 1871                                         |                                              | 163                                          | 163                                          |
| 1875 | 1875                                         |                                              | 145                                          | 145                                          |
| 1885 | 1885                                         |                                              | 152                                          | 152                                          |
| 1895 | 1895                                         |                                              | 150                                          | 150                                          |
| 1905 | 1905                                         |                                              | 143                                          | 143                                          |
| 1910 | 1910                                         |                                              | 146                                          | 146                                          |
| 1925 | 1925                                         |                                              | 166                                          | 166                                          |
| 1939 | 1939                                         |                                              | 130                                          | 130                                          |
| 1946 | 1946                                         |                                              | 277                                          | 277                                          |
| 1950 | 1950                                         |                                              | 270                                          | 270                                          |
| 1956 | 1956                                         |                                              | 224                                          | 224                                          |
| 1961 | 1961                                         |                                              | 197                                          | 197                                          |
| 1967 | 1967                                         |                                              | 196                                          | 196                                          |
| 1980 | 1980                                         |                                              | ?                                            | ?                                            |
| 1990 | 1990                                         |                                              | ?                                            | ?                                            |
| 2000 | 2000                                         |                                              | ?                                            | ?                                            |
| 2011 | 2011                                         |                                              | 147                                          | 147                                          |
| 2017 | 2017                                         |                                              | 150                                          | 150                                          |
| Datenquelle: Historisches Gemeindeverzeichnis für Hessen: Die Bevölkerung der Gemeinden 1834 bis 1967. Wiesbaden: Hessisches Statistisches Landesamt, 1968. Weitere Quellen: LAGIS; Gemeinde Frielendorf, Zensus 2011 |                                              |                                              |                                              |                                              |

### Historische Religionszugehörigkeit
| Quelle: Historisches Ortslexikon |                                                                    |
| • 1861:                          | nur evangelisch-reformierte Einwohner.                             |
| • 1885:                          | 152 evangelische (= 100 %) Einwohner                               |
| • 1961:                          | 143 evangelische (= 72,59 %), 52 katholische (= 26,40 %) Einwohner |

### Historische Erwerbstätigkeit
| • 1961 | 43 Land- und Forstwirtschaft, 31 Produzierendes Gewerbe, 10 Handel und Verkehr, 6 Dienstleistungen und Sonstiges |

## Politik
Für Allendorf  besteht ein Ortsbezirk (Gebiete der ehemaligen Gemeinde Allendorf) mit Ortsbeirat und Ortsvorsteher nach der Hessischen Gemeindeordnung. Der Ortsbeirat besteht aus fünf Mitgliedern.
Bei den Kommunalwahlen in Hessen 2021 betrug die Wahlbeteiligung zum Ortsbeirat Allendorf 63,3 %. Alle Kandidaten gehörten der CDU an. Der Ortsbeirat wählte Karsten Meiser zum Ortsvorsteher.

## Kulturdenkmäler
Für die Kulturdenkmäler des Ortes siehe die Liste der Kulturdenkmäler in Allendorf (Frielendorf).